# 維德里奇卡
48°3′19″N 24°20′9″E / 48.05528°N 24.33583°E

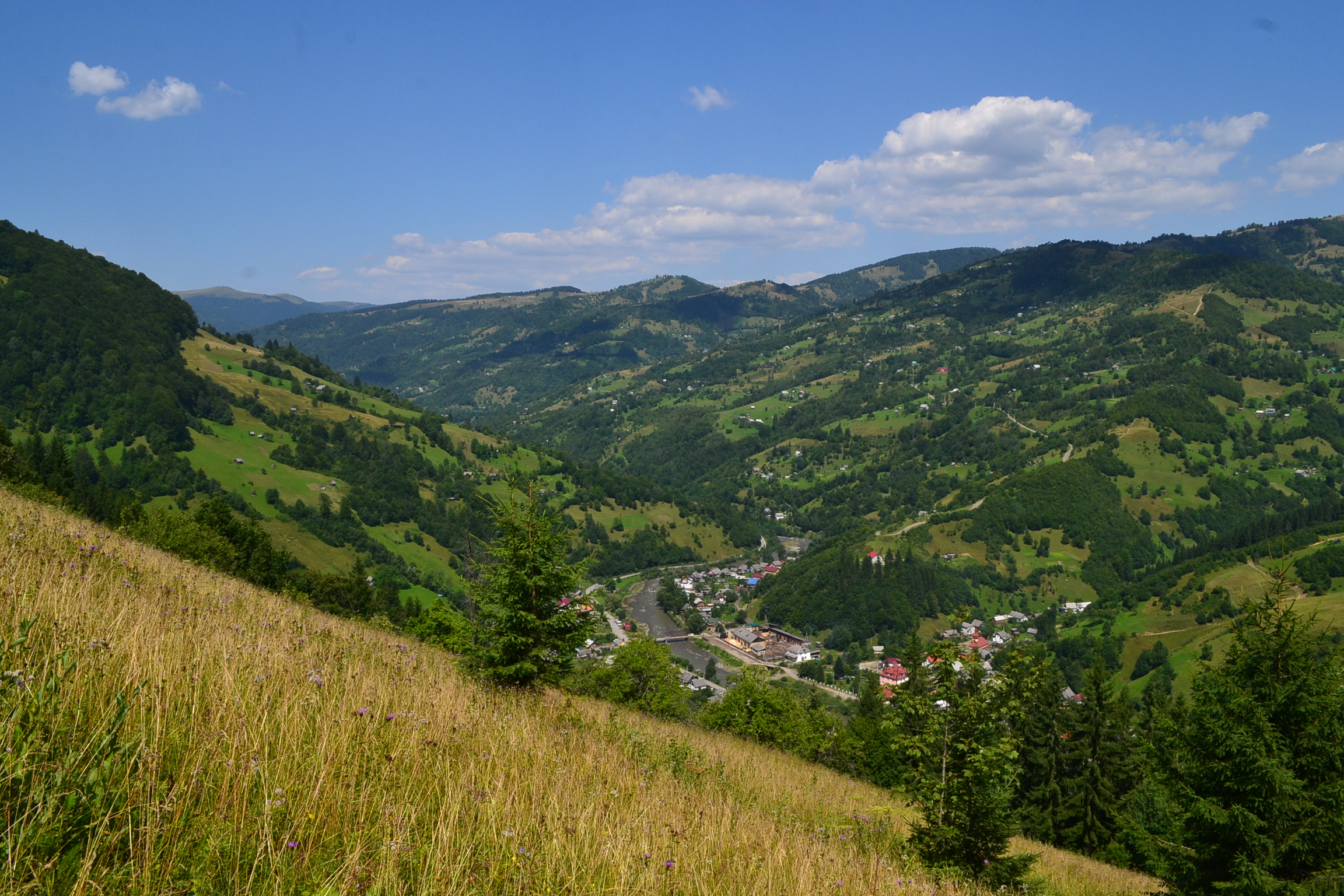

維德里奇卡（烏克蘭語：Видричка）是位於烏克蘭西部外喀爾巴阡州的拉希夫區的村莊，始建於1993年，面積11.5平方公里，海拔高度797米，2001年人口2,322。